# Grosseto (stad)
Grosseto is een stad in de Italiaanse regio Toscane, omstreeks 150 kilometer ten noordwesten van Rome. Het is tevens de hoofdstad van de gelijknamige provincie.
Grosseto heeft ongeveer 81.308 inwoners en is het centrum van de streek Maremma. De stad ligt op 12 km van de Tyrreense Zeekust. De stad, die in 1138 bisschopszetel werd en daarna zich ontwikkelde tot het centrum van de Maremma, heeft een door zeshoekige stadsmuren omgeven centrum. De stad herbergt verder een archeologisch museum, met veel vondsten van Etruskische oorsprong. Een bekende bisschop van Grosseto was Angelo Scola.
De volgende frazioni maken deel uit van de gemeente: Alberese, Batignano, Braccagni, Istia d'Ombrone, Marina di Grosseto, Montepescali, Principina a Mare, Principina Terra, Rispescia, Roselle.

## Bezienswaardigheden
- De kathedraal uit de 12de eeuw.
- De stadsmuur mura Medicee uit de 16de eeuw.
- Het Museo Archeologico e d'Arte della Maremma met onder andere Romeinse en Etruskische kunstvoorwerpen.
- Ten noorden van de stad ligt de antieke stad Roselle, hier zijn veel resten uit de Etruskische en Romeinse periode te vinden.
- Museo Diocesano d'Arte Sacra.
- Museo della Cultura Popolare Grossetana.
- Museo di Storia Naturale della Maremma, natuurlijke historie.
- Fortezza Medicea.
- Palazzo Aldobrandeschi, hoofdkwartier van de provincie.
- Jugendstil gebouwen, als Palazzo Tognetti en Palazzo del Genio Civile in het oude stad, en sommige gebouwen in de wijk Porta Nuova.
- Leopold II van Toscane Canapone Monument, gelegen in het centrum van het schilderachtige Piazza Dante en gebeeldhouwd in 1846 door Luigi Magi.

## Geboren in Grosseto
- Andrea da Grosseto (13e eeuw), schrijver en vertaler.
- Luciano Bianciardi (1922-1971), schrijver, journalist en vertaler.
- Elsa Martinelli (1935–2017), actrice.
- Luigi Pistilli (1929-1996), acteur.
- Franco Colomba (1955), voetballer.
- Alessandra Sensini (1970), olympisch kampioen windsurfen.
- Lucio Corsi (1993), zanger

## Afbeeldingen

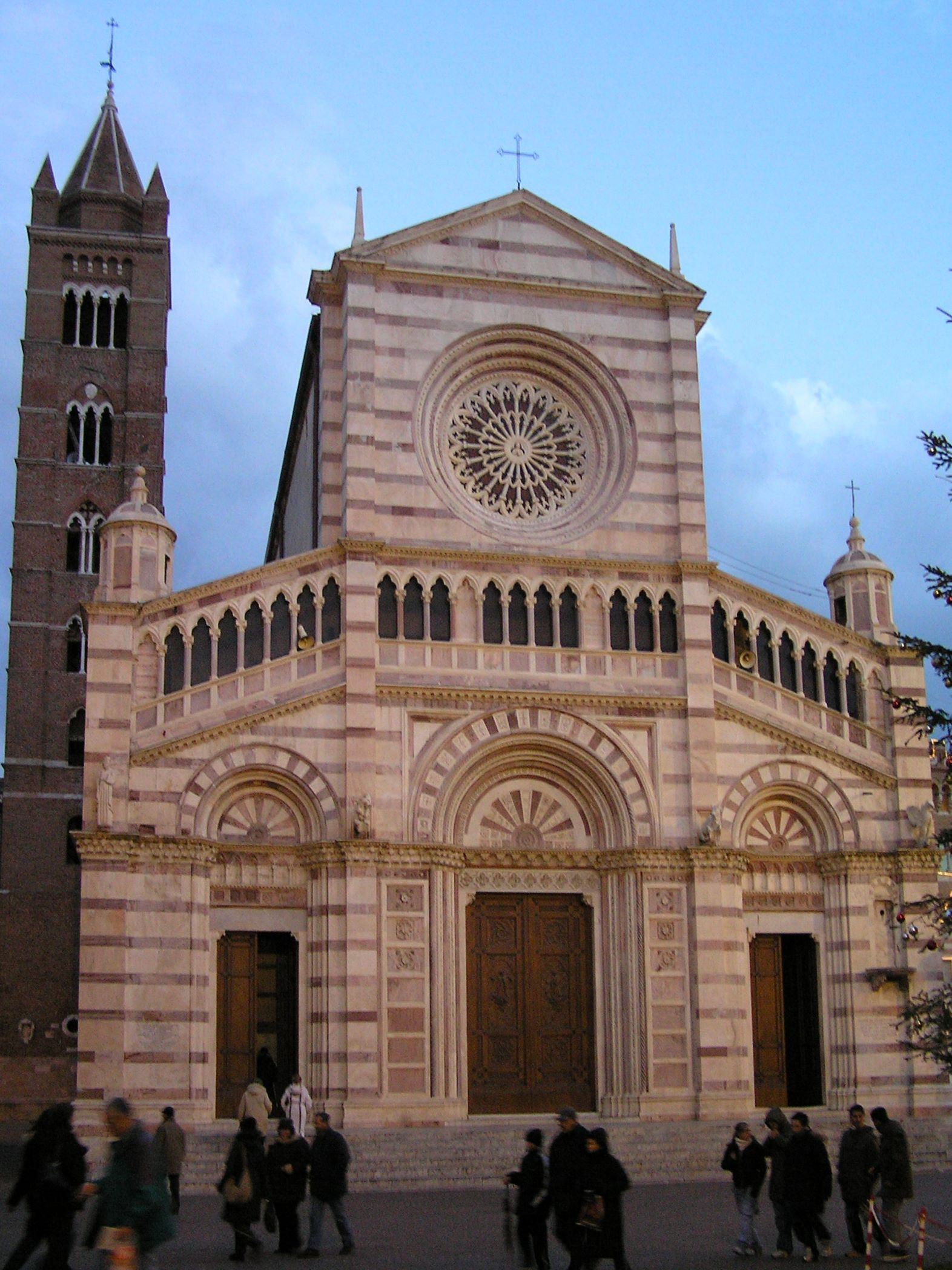
Kathedraal
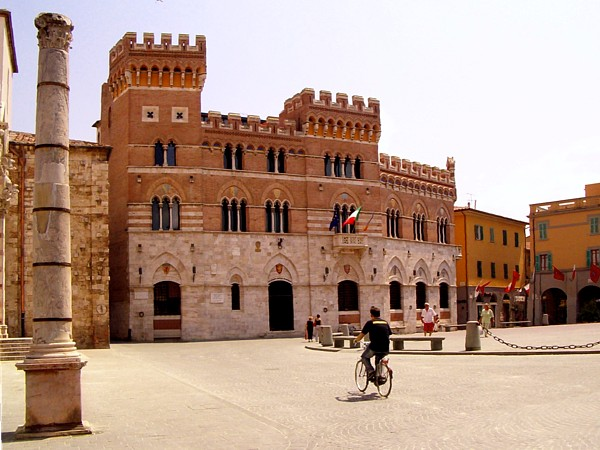
Piazza Dante